# Shaquille O'Neal
Shaquille Rashaun O'Neal, ameriški košarkar, raper in filmski igralec, * 6. marec 1972, Newark, New Jersey, ZDA.
Shaquille O'Neal, z vzdevkom Shaq, je nekdanji košarkar v ligi NBA. S svojo višino 216 cm in težo 147 kg je bil eden najtežjih košarkarjev v zgodovin lige NBA. Skozi svojo devetnajstletno kariero je svojo višino in moč uporabljal za doseganje točk in skokov pod košem. Po karieri na Louisiana State University je bil O'Neal izbran na naboru s strani Orlando Magicov v prvem krogu leta 1992. Hitro se je uveljavil kot eden najboljših centrov v ligi, z osvojitvijo nagrade za najboljšega novica sezone 1993 ter vodenjem ekipe do finala leta 1995. Po štirih sezonah pri Orlandu je O'Neal kot prost igralec podpisal z Los Angeles Lakersi. Med letoma 2000 in 2002 je s klubom osvojil tri zaporedne naslove lige NBA. Zaradi vse večjih sporov med glavnima zvezdnikoma moštva, Kobejem Bryantom in O'Nealom, je bil slednji leta 2004 prodan Miami Heatom, s katerimi je osvojil svoj četrti naslov prvaka lige NBA leta 2006. Sredi sezone 2007/08 so ga prodali Phoenix Sunsom. Po sezoni in pol so ga Sunsi v sezoni 2009/10 prodali Cleveland Cavaliersom. O'Neal je v sezoni 2010/11 igral za Boston Celticse, za tem se je upokojil.
O'Nealoli individualni dosežki v ligi NBA vključujejo priznanja za najkoristnejšega košarkarja v sezoni 1999/00, najboljšega novinca v sezoni 1992/93, trikrat najboljšega košarkarja finalne serije, dvakrat najboljšega strelca, štirinajst izborov v prvo ali drugo postavo, tri izbore v najboljšo obrambno postavo lige, petnajst nastopov na Tekmi vseh zvezd in trikrat najkoristnejšega košarkarja Tekme vseh zvezd. Je eden le treh košarkarjev, ki so osvojili priznanja za najkoristnejšega košarkarja rednega dela, najkoristnejšega košarkarja Tekme vseh zvezd in najkoristnejšega košarkarja finalne serije v eni sezoni (2000). Je šesti strelec, peti po odstotku zadetih košev, dvanajsti skakalec in sedmi bloker na večni lestvici lige NBA.
Ob košarki je O'Neal izdal štiri raperske albume, njegov prvi Shaq Diesel je postal platinast. Nastopil je tudi v več filmih ter dveh lastnih resničnostnih šovih Shaq's Big Challenge in Shaq Vs..

## Diskografija
- Shaq Diesel (1993)
- Shaq Fu: Da Return (1994)
- You Can't Stop the Reign (1996)
- Respect (1998)
- Shaquille O'Neal Presents His Superfriends, Vol. 1 (neizdano)

## Filmografija
- Blue Chips (1994)
- Kazaam (1996)
- Good Burger (1997)
- Steel (1997)
- He Got Game (1998)
- A Great Day in Hip Hop (1998)
- The Wash (2001)
- Freddy Got Fingered (2001)
- After the Sunset (2004)
- Scary Movie 4 (2006)
- The House Bunny (2008)
- Jack & Jill (2011)